# Blauwe eend
De blauwe eend (Hymenolaimus malacorhynchos; Māori: whio) is een eendensoort die alleen voorkomt in Nieuw-Zeeland. Het is een bedreigde, endemische vogelsoort.

## Taxonomie
Deze soort werd tijdens de tweede wereldreis van James Cook door vader en zoon Forster verzameld in april 1773 in Nieuw-Zeeland. De beschrijving werd pas in 1844 in opnieuw geredigeerde vorm gepubliceerd in de Descriptiones animalium. Veel eerder, in 1789 verscheen de soort als geldige beschrijving in de 13de druk van de Systema Naturae van Johann Friedrich Gmelin als soort binnen het geslacht Anas (grondeleenden). Deze verwantschap bleek minder duidelijk, de soort staat nu in het monotypische geslacht  Hymenolaimus.
Het soorttoevoegsel malacorhynchos in de wetenschappelijke naam is afgeleid van het Oudgriekse μαλακος (malakos. zacht) en ῥυγχος (rhynchos, snavel) en heeft betrekking op zachte uitstulpingen aan de snavelrand.

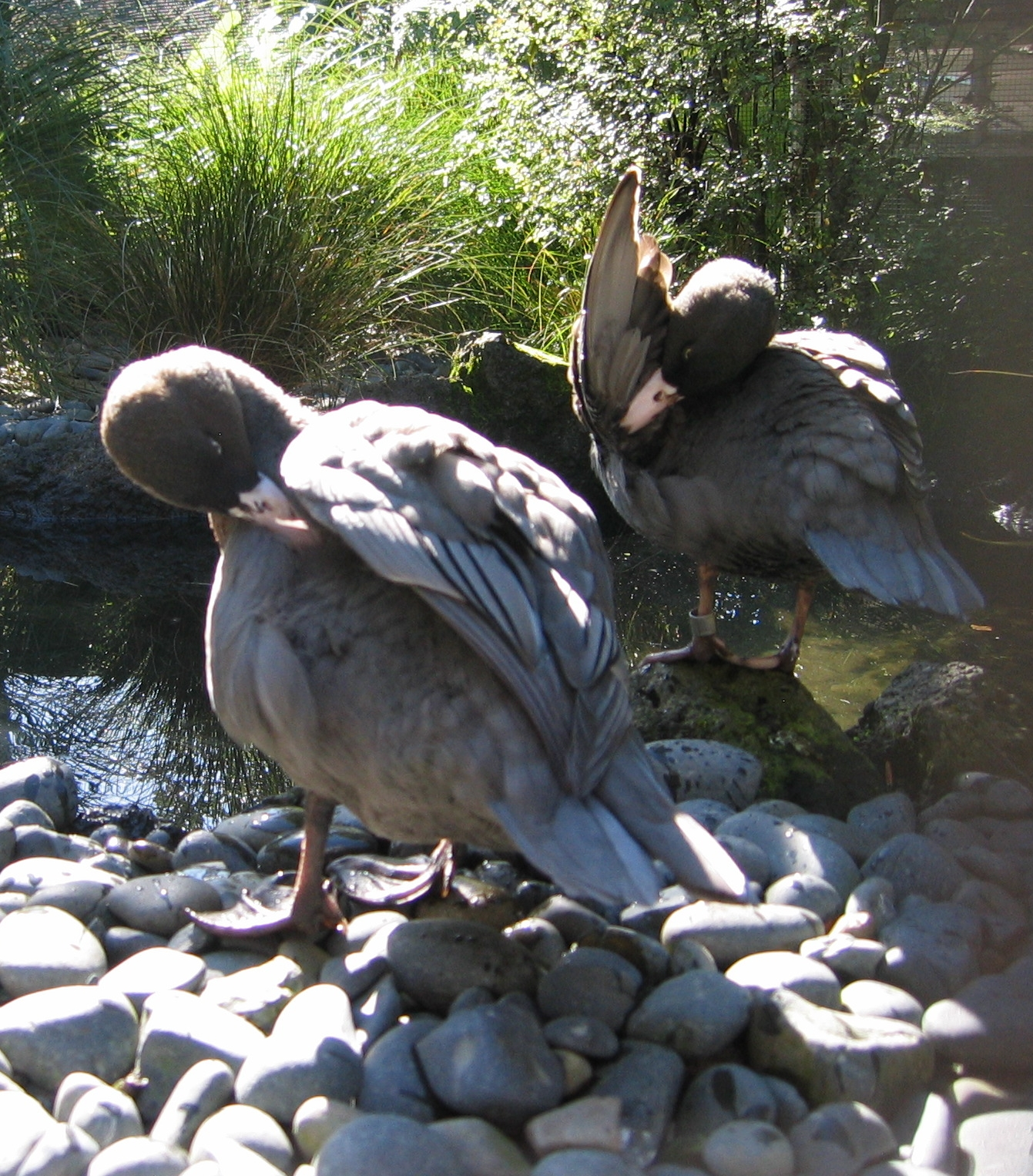
Blauwe eenden in de Auckland Zoo

## Kenmerken
De lichaamslengte bedraagt 53 tot 54 cm en het gewicht is 680 tot 1077 g, de vrouwtjes zijn gemiddeld 250 g lichter. Dit is de enige eend met een leikleurig blauw verenkleed. De snavel is bleek roze  en het oog geel. De eend heeft roodbruine vlekjes op de borst.

## Verspreiding, leefgebied en leefwijze
De blauwe eend kwam vroeger, bij het begin van de Europese kolonisatie, in heel  Nieuw-Zeeland voor. Daarna werd het verspreidingsgebied beperkt tot de minder bewoonde berggebieden waar de vogel voorkomt in koude, heldere, snelstromende beken.
Het hoofdvoedsel van deze standvogel bestaat uit larven van insecten (bijvoorbeeld van muggen, steenvliegen en eendagsvliegen), die hij opspoort door te duiken. Hij foerageert echter ook wel door aan het oppervlak te snabbelen of op de bodem te grondelen. Met zijn snavelranden, waaraan zachte flappen, kan hij ook algen van stenen en rotsblokken schrapen. De vogel broedt onder rotsen, in spleten of in dichte vegetatie aan de steile oevers van beekjes en kleine rivieren.

## Status
De blauwe eend heeft een beperkt verspreidingsgebied en daardoor is de kans op uitsterven aanwezig. De grootte van de populatie werd in 2016 door BirdLife International geschat op 1200 volwassen individuen en de populatie-aantallen nemen af. De grootste bedreiging vormen ingevoerde roofdieren zoals de hermelijn (Mustela erminea) en de voskoesoe (Trichosurus vulpecula) die broedende vrouwtjes en/of de eieren en kuikens van deze eend opvreten. Daarnaast treedt habitatverlies op als dammen worden aangelegd en natuurlijke, ongerepte vegetaties langs stromend water verdwijnen door intensiever agrarisch gebruik. Om deze redenen staat deze soort als bedreigd op de Rode Lijst van de IUCN.